# André Boutard
Pour les articles homonymes, voir Boutard.
André Christian Marcel Boutard (né le 30 juin 1924 à Auxonne et mort le 26 octobre 1998 à Saint-Cloud) est un clarinettiste classique français.

## Biographie
André Boutard étudie la clarinette à Toulouse avec Louis Cahuzac puis part au Conservatoire de Paris dans la classe d'Auguste Périer ; il reçoit le premier Prix en 1944.
De 1948 à 1967, il est clarinette solo de l'orchestre de la Société des Concerts du Conservatoire aux côtés d'Henri Druart. 
De 1949 à 1972, il est clarinette solo de l'orchestre de l'Opéra-Comique de Paris, puis de 1973 à 1984 de l'orchestre de l'Opéra de Paris.
Il a joué également avec le Quintette à vent de Paris de 1984 à 1996. 
En 1962, il travaille pendant six mois la pièce de la sonate pour clarinette directement avec le compositeur Francis Poulenc et y apporte des  corrections transmises aux clarinettistes du conservatoire et finalement intégrées dans la 4ème édition chez Chester Music; il réalise la première de cette pièce en France avec Jacques Février au piano le 20 juillet 1963 au Festival de musique d'Aix-en-Provence et en enregistre une version de référence en 1964.

## Enregistrements
- Poulenc, sonate pour clarinette et piano (1962) (Le Chant du monde LDX78320, 1965)[4], grand prix de l'académie du disque français
- Georges Auric, "Georges Auric" (1980)
- Heitor Villa-Lobos, "L'Oeuvre pour voix et instruments" (1974)
- Ara Bartevian, Trio en la mineur pour piano, flûte, clarinette (1971)
- André Jolivet, Suite française (1964)
- Henri Tomasi, Printemps (1963)
- André Jolivet, Suite française (1958)
- Manuel de Falla,Concerto. Clavecin, ensemble instrumental" (1923)
- Maurice Ravel, Introduction et allegro. Op. 46" (1905)
- Ludwig van Beethoven, Sextuors en  Mi bémol majeur. Op. 71" pour Bassons (2), clarinettes (2), cors (2). (1796)
- Antonio Vivaldi, Concertos en Do majeur. RV 556 pour Bois (7), violons (2), orchestre à cordes, basse continue.
- Vivaldi, concerto avec 2 clarinettes(Jacques Lancelot, 1ère clarinette ; André Boutard 2ème clarinette), dans (Intégrale Jacques Lancelot : Japon: Coffret 7 CD, Erato)